# Chersotis andereggii
Chersotis andereggii là một loài bướm đêm trong họ Noctuidae.